# 切里維爾 (北卡羅萊納州)
切里維爾（英語：Cherryville）是一個位於美國北卡羅萊納州加斯頓縣的城市。

## 人口
根據2020年美國人口普查的數據，切里維爾的面積為14.33平方千米，當中陸地面積為14.30平方千米，而水域面積為0.03平方千米。當地共有人口6078人，而人口密度為每平方千米424人。